# René Olivier
Pour les articles homonymes, voir Olivier (homonymie).
René Olivier, né le 15 mai 1874 à Elbeuf et mort le 9 septembre 1962 à Collonges-la-Rouge, est un peintre figuratif français, originaire de Normandie, actif pendant la première moitié du XXe siècle.
Son œuvre est fortement caractérisée par l’intérêt qu’il attache aux hommes, rassemblés dans des circonstances profanes (marchés, fêtes populaires, célébrations) ou religieuses.
L’artiste expose sans discontinuité dans les principaux salons parisiens de 1900 à 1960.

## Biographie
Né à Elbeuf (Seine-Inférieure), René Olivier est issu d’un milieu d’industriels du textile. Il y commence lui-même un début de carrière et n’aborde la peinture que relativement tard, se formant dans sa ville natale d’abord auprès de Berthe Mouchel puis à Paris (Académie Julian, Académie de la Grande Chaumière).
Pendant un court moment, il fait partie des XXX, un groupement de jeunes artistes se rattachant à l’École de Rouen, puis gagne Paris pour suivre d’autres maîtres : Lucien Simon, René-Xavier Prinet, André Dauchez…
Fixé dans la capitale où il aura son atelier, il y travaille dans une complète indépendance tout en demeurant fidèle à un groupe d’artistes aux talents les plus divers : Félicien Cacan, Jean-Gabriel Goulinat, Henri Deluermoz, Gustave Jaulmes, Maurice Berty…
Des voyages en Hollande, Belgique, Espagne, Italie, et France (principalement Massif central, Dauphiné et Haute Provence) donnent à René Olivier le thème principal de ses toiles, mais il est aussi observateur de Paris et de ses événements.
Dessinateur, ses crayons ou fusains eux aussi laissent volontiers place à la présence  de l’homme, donnant vie aux édifices parisiens qu’il représente.
L’artiste a aussi pratiqué la peinture décorative, avec des projets et des réalisations aussi bien pour des villas de la Côte normande, que pour des édifices religieux.
Peintre des territoires rudes de l’intérieur et de la montagne (Massif central, Alpes, Castille…), René Olivier exposa également au salon des Peintres de montagne.
René Olivier avait épousé Marie-Louise Lustremant en 1921, elle-même artiste-peintre. Il était cousin de Louis Olivier.

## Musées
- Paris : Musée Carnavalet
- Rouen : Musée des Beaux-Arts
- Le Puy-en-Velay : Musée Crozatier
- Compiègne : Musée Antoine-Vivenel
- Pont-Audemer : Musée Alfred-Canel
  - Scène de marché, Huile sur toile, 1926 (date supposée)
- Elbeuf : Musée (Fabrique des Savoirs)
- Bernay : Musée municipal
- Strasbourg : Musée d’Art moderne et contemporain.
- Fonds national d'art contemporain (Fnac).
- Fonds municipal d'art contemporain de la Ville de Paris
- Ville de Bourbourg (département du Nord).

Le musée d'Elbeuf lui consacre une exposition intitulée « René Olivier : peindre les hommes ensemble » du 10 novembre 2012 au 3 mars 2013.